# Množična grobišča v Škofji Loki
Množična grobišča v Škofji Loki so nastala v Škofji Loki med ali takoj po koncu druge svetovne vojne. Komisija za prikrita množična grobišča v Sloveniji je evidentirala sedem znanih množičnih grobišč v samem mestu in še 20 drugih v Občini Škofja Loka.

## Ozadje
Skrita množična grobišča v Škofji Loki so nastala takoj po drugi svetovni vojni, potem ko so britanske sile iz taborišč v Bleiburgu,:136:400 Lavamundu,:400 Rosenbachu,:400 in Viktringu (okraj Celovca ):394 prisilno vrnile domobranske vojake, ki so iz Jugoslavije pribežali v Avstrijo. Povezani so z nekdanjim zaporom na Loškem gradu, kjer so bili množično pobiti tudi domobranci in civilisti, ki niso pribežali v Avstrijo. Škofjeloški zapor je zato označen kot uničevalno taborišče, ki so ga uporabljali tudi za mučenje.

## Seznam množičnih grobišč
Škofja Loka z okolico je lokacija sedmih znanih množičnih grobišč iz časa neposredno po koncu druge svetovne vojne. Dve dodatni množični grobišči iz istega obdobja se nahajata v sosednjih Vincarjih. Neznano število domobranskih vojnih ujetnikov in slovenskih civilistov ter morda žrtev drugih narodnosti je bilo pomorjenih in pokopanih na več lokacijah na Loškem gradu in okolici.
- Grobišče na vrtu loškega gradu, znano tudi kot Grobišče Plesišče pri gradu, se nahaja v grajskem parku.[6]
- Grobišče pri grajskem obzidju 1 se nahaja na travniku na pobočju približno 30 m (98 ft) zunaj obzidja loškega gradu, v Vincarjih. V njej so posmrtni ostanki neznanega števila domobranskih vojnih ujetnikov in slovenskih civilistov ter morda žrtev drugih narodnosti. [7]
- Grobišča pri grajskem obzidju 2–6 se nahajajo ob grajskem obodu. Grob številka dve leži na travniku ob jugozahodnem vogalu grajskega obzidja, decembra 2006 so na tem mestu odkrili posmrtne ostanke petih žrtev.[8] Tretji grob leži na notranji strani jugozahodnega vogala obrambnega zidu.[9] Četrti grob je na travniku ob drevoredu.[10] Peti grob je na levi strani poti ob zidu.[11] Šesti grob je desno pod potjo.[12]
- Grobišče Virškovo polje se nahaja ob južnem robu mesta med Poljansko Soro in cesto v Gorenjo Vas v bližini dveh bunkerjev. V njem so bili posmrtni ostanki neznanega števila nemških vojnih ujetnikov. Domnevajo, da so posmrtne ostanke po vojni razkopali.[13]
- Grobišče v Medvedovi dolini, znano tudi kot Grobišče Smučarska dolina, leži v vrtači Medvedove doline v Vincarjih, približno 500 m jugozahodno od Loškega gradu in 200 m vzhodno od grajskega obzidja. V njem so posmrtni ostanki 20 nemških vojnih ujetnikov, ki so umrli ali bili umorjeni poleti 1945. Ostanki so bili morda ekshuminirani.[14]

- Grobišče na vrtu loškega gradu
- Grobišče pri grajskem obzidju 2
- Grobišče pri grajskem obzidju 3
- Grobišče pri grajskem obzidju 4
- Grobišče Virško polje
- Grobišče v Medvedovi dolini, Vincarje

## Druga množična grobišča
Druga množična grobišča v občini Škofja Loka ležijo v  Bodovljah, Breznici pod Lubnikom, Crngrobu, Gabrovem, Križni Gori, Pevnem, Puštalu, Sopotnici, Trnjem in Veštru.